# DJMax

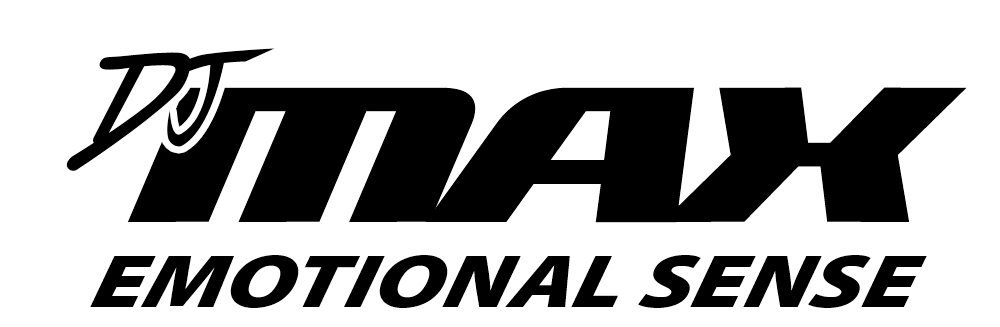
Logo Ufficiale della serie di DJMax

DJMax (in lingua coreana: 디제이맥스, dijeimaegseu) è una serie di videogiochi musicali creata nel 2004 da Pentavision, oggi conosciuta come Neowiz MUCA, e pubblicata da NEOWIZ Games e NEOWIZ Internet per i capitoli mobile. Per le versioni fuori dalla Corea i titoli sono pubblicati da altri publisher, come nel caso dell'ultimo titolo, DJMax Respect per PlayStation 4, che in Giappone è pubblicato dalla Arc System Works e nel resto del mondo dalla Sony Interactive Entertainment.
DJMax: Emotional Sense è lo slogan, presente anche sul logo, in uso dal primo capitolo pubblicato, DJMax Online per Windows. Dal 2004 ad oggi la serie vede 3 titoli per PC, 7 titoli per PlayStation Portable, due dei quali considerabili delle collezioni di brani dei primi due capitoli PSP, 3 titoli per cabinati Arcade della serie Technika, un titolo per PlayStation Vita della serie Technika, 7 titoli su dispositivi mobile, tre dei quali della serie DJMax classica, tre sotto il nome spin-off della serie Tap Sonic e uno della serie Technika, e un ultimo titolo per PlayStation 4 presentato come rilancio della serie dopo l'inattività iniziata nel 2014.

## Modalità di gioco
Essendo dei Rhythm Game, questa serie, non presenta elementi di trama o di progredimento della storia, ma è incentrato totalmente al gameplay, ad un comparto sonoro ed a uno visivo, dove questi ultimi due sanciscono sane differenze rispetto ad altri titoli più popolari in Asia e in Nord America. Il gameplay nella serie ha subito vari mutamenti, ma mantenendo sempre intatta la formula delle modalità di gioco, sin dal primo titolo lanciato, DJMax Online; del resto il 31 dicembre 2010 uscì il primo titolo della serie che non prevedeva il gameplay classico, DJMax Technika, dove introduceva completamente un nuovo approccio al gioco. La serie spin-off di DJMax, Tap Sonic, ne mantiene il gameplay originale, ma adattandolo per dispositivi touch-screen mobile, subendo evoluzioni con i titoli successivi.

### La serie DJMax
Il gameplay originale della serie si forma intorno alla semplice idea che il giocatore deve premere dei tasti ben definiti al momento giusto, indicati dalle note che scorrono verticalmente dall'alto verso il basso, andandone a completare la melodia, ottenendo un punteggio, una percentuale di precisione e la massima combo ottenuta a fine traccia. La percentuale di precisione è determinata dall'abilità del giocatore a premere le note esattamente nel momento giusto. La percentuale di precisione varia da MAX 1% a MAX 100%, mentre mancare una nota equivale ad un BREAK, ovvero allo 0%, azzerando la combo.
La combo nei titoli di DJMax offre la peculiarità dei moltiplicatori FEVER, infatti, se il giocatore continua a premere le note al momento giusto, oltre ad aumentarne il punteggio combo, il misuratore FEVER va a riempirsi gradualmente; il punteggio combo è inoltre utilizzato per ottenere il massimo punteggio possibile dalle tracce giocate. Se il giocatore non preme una nota durante una combo, questo contatore verrà azzerato e il conteggio del contatore combo ricomincerà dalla prima nota corretta premuta. In alcuni titoli della serie, se si arriva ai gradi FEVER X4 e X5 (X6 e X7  in alcuni titoli) la velocità di scorrimento andrà ad aumentare, rendendo più difficile colpire le note corrette, ma permettendo così di ottenere un combo molto più alta. L'obiettivo del gioco è quello di colpire tutte le note con 100% di precisione, guadagnando pieno combo, ALL COMBO o MAX COMBO (a seconda del titolo), attivando il sistema FEVER per massimizzare il punteggio finale della traccia in questione.
Le modalità di gioco sono sempre le stesse, ma spesso non con le stesse nomenclature e non sempre presentano le stesse caratteristiche. Arcade, Freestyle e Mission sono le modalità consuete e onnipresenti.

### La serie Technika
Nella serie Technika, lo scopo del gioco rimane intatto, ma il gameplay è totalmente differente, pur rimanendo le caratteristiche classiche di un qualsiasi Rhythm Game. Il gameplay, infatti, prevede l'utilizzo del Touch-Screen con le note che compaiono per essere premute a schermo e il cursore che si muove attraverso loro (totalmente contrario alla serie classica). Il primo titolo, DJMax Technika, uscì il 31 dicembre 2010 per cabinati arcade, e in seguito furono pubblicati altri titoli, anche per PlayStation Vita e per dispositivi mobile iOs e Android.

### La serie spin-off Tap Sonic
Tap Sonic è lo spin-off di DJMax ed essenzialmente riprende le meccaniche dei titoli originali, ma adattati per dispositivi mobili Touch-Screen, con un gear che ricorda quello della serie di Guitar Hero e l'interazione delle note simile a DJ Hero denominato TAP&SLIDE. Il titolo DJMax Ray rientra a far parte di questo spin-off in quanto riprende le caratteristiche estetiche e del gameplay da Tap Sonic e ne aggiunge altri provenienti dalla serie originale, come il sistema FEVER.
TAPSONIC World Champion è l'evoluzione del titolo, presentando novità nel gameplay, come l'assenza di un gear a colonne e una conseguente libertà di piazzamento delle note da parte delle tracce.
TAPSONIC TOP, l'ultimo titolo della serie uscito per dispositivi mobile, presenta un nuovo approccio al gioco, che non snatura l'originalità della serie stessa.

## Videogiochi

### DJMax Online
DJMax Online è il primo titolo uscito della serie nel 13 giugno 2004 per piattaforme Windows distribuito solamente in Sud Corea, Giappone e Cina.

### DJMax Mobile (2005)
DJMax Mobile fu lanciato solo in Sud Corea il 15 giugno 2005 per dispositivi Mobile WIPI.

### DJMax Portable e DJMax Portable International Version
DJMax Portable è il primo titolo della serie che debutta sulla console portatile di Sony PlayStation Portable il 14 gennaio 2006 solo sul suolo sudcoreano. Il 27 ottobre dello stesso anno esce DJMax Portable International Version. Al contrario di come potrebbe suggerire il nome, International Version è distribuito solo in Sud Corea e presenta in più, rispetto alla versione originale, delle censure.

### DJMax Portable 2
DJMax Portable 2 è il secondo titolo della serie portable e introduce molte nuove tracce. È uscito solo in Sud Corea il 30 marzo 2007. È il primo titolo che consente la combo continuata sulle note a pressione prolungata.

### DJMax Portable Clazziquai Edition
DJMax Portable Clazziquai Edition è il terzo titolo per PSP, ed il primo titolo a far parte del Metro Project di DJMax, ed è caratterizzato dalla presenza del gruppo di artisti musicale sudcoreano CLAZZIQUAI PROJECT, uscito solo in Sud Corea il 20 ottobre 2008.

### DJMax Portable Black Square
DJMax Portable Black Square è il quarto titolo pubblicato per PSP, secondo del Metro Project, il 24 dicembre 2008 in Sud Corea e in Giappone. La caratteristica principale di questo titolo è quello di essere più arduo da giocare rispetto a qualsiasi altro titolo della serie.
Lo stesso giorno di uscita del titolo, la allora Pentavision ricevette un deposito di violazione della proprietà intellettuale dalla Konami.

### DJMax Trilogy
DJMax Trilogy è il secondo uscito per piattaforme Windows in Sud Corea nel 25 dicembre 2008, presentandosi come un titolo pieno di contenuti, con tracce provenienti dai primi tre titoli (appunto Trilogy) della serie e con nuove tracce.

### DJMax Technika
DJMax Technika uscito il 31 dicembre 2008, è il primo titolo della serie a presentare un nuovo gameplay e ad essere presente esclusivamente in versione Arcade nelle sale da gioco a livello internazionale, portando con sé l'uscita della Platinum Crew Card per accedere alle funzioni DJMAX VIP. Inoltre è il terzo e ultimo titolo facente parte del Metro Project.

### DJ Max Fever: Emotional Sense
DJ Max Fever: Emotional Sense è una compilation dei due titoli DJMax Portable e DJMax Portable 2, uscita per PSP il 27 gennaio 2009 per il suolo nordamericano, e, solo il 26 maggio 2010 per l'Europa. È l'unico titolo della serie ad avere lo spazio nel nome tra "DJ" e "Max", per decisione del publisher PM Studios.

### DJMax Mobile (2009)
Il secondo DJMax Mobile è uscito per dispositivi WIPI sul suolo sudcoreano il 24 dicembre 2009. Includeva 68 tracce prese dai capitoli precedenti per Sony PlayStation Portable.

### DJMax Portable Hot Tunes
DJMax Portable Hot Tunes è uscito l'11 giugno 2010 come compilation dei primi due titoli per la console portatile di casa Sony, in maniera analoga a DJ Max Fever, ma solo per il territorio sudcoreano.

### DJMax Technika 2
DJMax Technika2 è il secondo titolo della serie Technika per Arcade, pubblicata il 16 giugno 2010 con distribuzione internazionale. Il sistema di punteggio di questo titolo viene tuttora applicato sul capitolo più recente della serie.

### DJMax Portable 3
DJMax Portable 3 è il quinto ed ultimo titolo della serie Portable per PSP, uscito il 14 ottobre 2010 in Sud Corea, in Nord America e in Giappone. Per la prima e unica volta della serie si è stravolto il gameplay originale pur mantenendone la formula al suo interno introducendo il REMIX SYSTEM.

### Tap Sonic
Tap Sonic è il primo titolo spin-off della serie DJMax, dedicato ai dispositivi mobile con Android e iOs, uscito il 1 luglio 2011 sul suolo sudcoreano e nipponico. Pur mantenendo parte della formula dei DJMax, Tap Sonic si differisce per via del gear inclinato e presentando un nuovo sistema di pressione delle note denominato TAP&SLIDE.

### DJMax Technika 3
DJMax Technika3 è il terzo e attualmente ultimo titolo Arcade uscito il 27 ottobre 2011.

### DJMax Technika Tune
DJMax Technika Tune è il primo è ultimo titolo della Serie Technika uscito per PlayStation Vita il 20 settembre 2012.

### DJMax Ray
DJMax Ray è la versione internazionale di Tap Sonic, uscita su dispositivi Android e iOs il 28 settembre 2012. Inizialmente chiamato DJMax Mobile 2012, Ray riprende Tap Sonic e ne migliora le modalità, aggiungendo al gameplay il sistema FEVER tipico dei DJMax.

### DJMax Technika Q
DJMax TechnikaQ è il primo titolo della serie Technika ad approdare su dispositivi Touch-Screen Android e iOs uscito a livello internazionale il 13 ottobre 2013. Ha visto un reboot supportato da Neowiz MUCA e Neowiz Internet dopo il rilancio del brand subito, ma il 28 febbraio 2019 il progetto fu interrotto.

### TAPSONIC World Champion
TAP SONIC World Champion esce per dispositivi Android e iOs il 29 giugno 2017 come una nuova versione di Tap Sonic, presentando una competizione aperta globalmente online tramite leaderboards, pur rimanendo al lancio un titolo esclusivo sul suolo coreano. Il Team Avenue 645 nell'ottobre 2017 prende lo sviluppo del gioco decidendo di rinnovare strutturalmente il gameplay, evolvendo ulteriormente il sistema TAP&SLIDE, pubblicando la versione 2.0 di TAPSONIC World Champion (questa volta senza lo spazio tra "TAP" e "SONIC") il 5 novembre 2017 e in maniera globale (escludendo Corea e Giappone).

### DJMax Respect
DJMax Respect è il reboot del brand di DJMax distribuito globalmente a partire dal 28 luglio 2017 per la prima volta su una console casalinga quale la PlayStation 4. Tramite l'utilizzo di DLC si appresta a essere il DJMax più completo e ricco di sempre, presentando un gameplay dei titoli classici con qualche accortezza.

### Tapsonic top
TAPSONIC TOP è l'ultimo titolo uscito per dispositivi Mobile Android e iOs il 19 settembre 2017 in 149 paesi (escludendo la Corea, il Giappone, gli Stati Uniti d'America, il Canada, Cina e Taiwan), presentando un'evoluzione del sistema di pressione delle note denominato TAP&SLIDE con un gear che evolve a seconda della precisione applicata.

### Tapsonic bold
TAPSONIC BOLD è il primo titolo della serie Tap Sonic ad approdare su PC attraverso Steam il 17 ottobre 2018, segnando quindi il ritorno dei videogiochi ritmici di casa NEOWIZ su PC, prendendo parte del gameplay di TAPSONIC TAP e adattandolo a tastiere e controller.

## Controversie sulla proprietà intellettuale
A causa della somiglianza comparabile tra i giochi DJMax e la serie beatmania, compresa l'interfaccia e l'implementazione del suono, la allora Pentavision ricevette un deposito di violazione della proprietà intellettuale dalla Konami il 24 dicembre 2008.
La querela fu risolta dalla Corte, con Konami proprietaria di distribuzione esclusiva per i giochi della serie DJMax Technika in Giappone, così come in Pentavision (oggi Neowiz MUCA) sono tenuti a pagare una tassa all'uscita di ogni futuro titolo della serie DJMax.
Nel luglio 2018 alcuni brevetti riguardanti la serie arcade beatmania della Konami, dopo 20 anni, risultano scaduti e non rinnovati.